# Slavič
Slavič je priimek več znanih Slovencev:
- Alojz Slavič (1940—2019), agronom, konjerejec
- Anton Slavič, kasaški delavec?
- Franc Ksaver Slavič (1847—1909), šolski organizator, didaktik
- Irma Potočnik Slavič (1971), geografinja, univ. profesorica
- Janko (Janez) Slavič (1933—2020) veterinar, tekmovalec in rejec v kasaškem športu
- Janko Slavič (1943—?), preds. Kasaškega kluba Ljutomer?
- Janko Slavič (1978), strojnik, profesor FS Univerze v Ljubljani
- Marko Slavič (1938—2009), tekmovalec in rejec v kasaškem športu
- Marko Slavič (1962), tekmovalec in rejec v kasaškem športu
- Marko Slavič (1986), tekmovalec v kasaškem športu
- Marko Slavič, pozavnist in pedagog
- Matija Slavič (1877—1958), duhovnik, biblicist, univ. rektor in narodnoobrambni delavec
- Mitja Slavič (1988), tekmovalec v kasaškem športu in rejec
- Tanja Repič Slavič, zakonska in družinska terapevtka, prof. TEOF